# Westvleteren (cervesa)

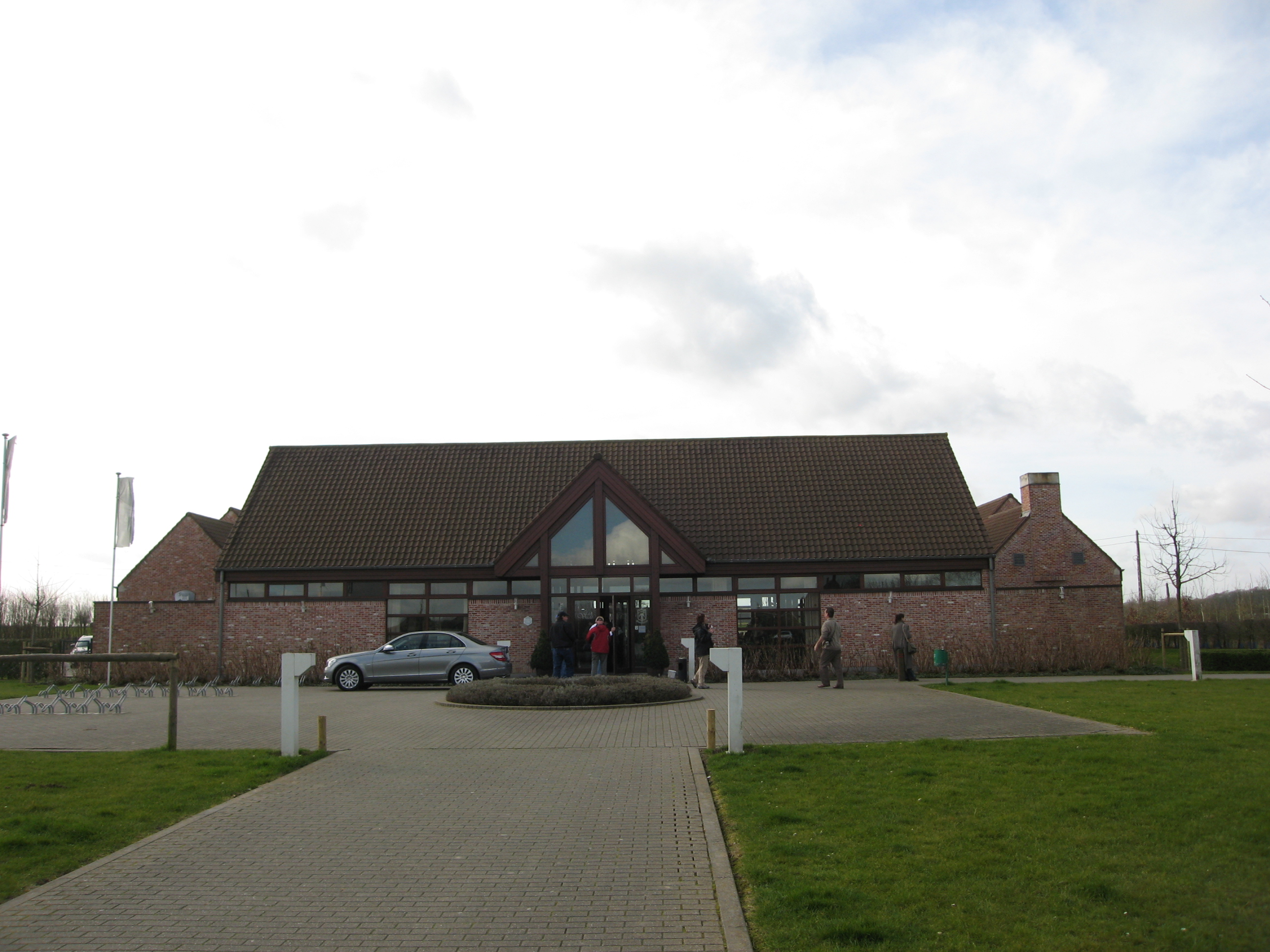
Centre d'atenció al visitant de Westvleteren.

Westvleteren (en neerlandès, Brouwerij Westvleteren) és una cerveseria trapenca fundada l'any 1838 a l'Abadia de Sant Sixt a Vleteren, Bèlgica, no gaire lluny de Poperinge, ciutat coneguda per la seva producció de llúpol. És un dels fars de la cultura de la cervesa belga, declarat patrimoni cultural immaterial de la humanitat el 2016.
Les tres cerveses elaborades per la cerveseria han adquirit una reputació internacional per la seva qualitat i sabor. Westvleteren 12, la més forta de les tres en graduació alcohòlica, és considerat pels experts i nombrosos aficionats la millor cervesa del món. La producció d'aquestes cerveses no pot atendre a la demanda mundial sinó que es venen en petites quantitats setmanals a les portes del monestir a compradors individuals segons comandes realitzades de forma anticipada.

## Història
Els monjos trapencs del monestir francès de Mont des Cats, van fundar el monestir de Sant Sixt l'any 1831. L'any 1838 es va elaborar cervesa Westvleteren per primera vegada. L'any 1850, alguns dels monjos que van fundar l'abadia de Notre-Dame de Scourmont, que també elabora una cervesa trapenca amb el nom de Chimay. Durant la Primera i Segona Guerra Mundial, la fàbrica de cervesa Westvleteren va seguir funcionant, encara que a capacitat reduïda. Va ser l'única fàbrica de cervesa trapenca que va aconseguir conservar les tines de coure originals durant els anys de les guerres mundials. La resta de cerveseries no van córrer la mateixa sort, ja que el coure va ser requisat per les forces d'ocupació alemanyes. En la Primera Guerra Mundial, això va ser degut de, principalment, al fet que l'abadia no va ser ocupada pels alemanys; va servir per cuidar dels ferits de les tropes aliades.
L'any 1931, l'abadia va començar la venda de cervesa per al públic en general, servint cervesa únicament als hostes i visitants fins a aquest moment.
L'any 1946, la fàbrica de cervesa St. Bernardus situada a la rodalia de Watou va obtenir una llicència per a la fabricació de cervesa sota el nom de Sant Sixt. Aquest acord va acabar l'any 1992 i St. Bernardus encara elabora cerveses d'estils similars, però sota la seva propi marca. Aquest mateix any, l'abadia va inaugurar la seva nova fàbrica de cervesa substituint els antics equips.
La fàbrica empra en l'actualitat tres operaris no monàstics per a diverses tasques manuals; no obstant això, aquelles essencials de la fabricació de cervesa són realitzades pels monjos exclusivament. És l'única fàbrica de cervesa trapenca, on els monjos encara assumeixen aquestes responsabilitats. Dels 26 monjos cistercencs que resideixen en l'abadia, cinc monjos porten les regnes de la fàbrica de cervesa, i cinc més ajuden durant l'embotellat.

## Orientació comercial
Com altres cerveseries trapenques, la cervesa es ven només per mantenir el monestir i els beneficis es destinen a obres benèfiques i de caritat. Encara que la fàbrica de cervesa és un negoci per se, ja que el seu objectiu és guanyar diners, no té ànim de lucre i no empren publicitat alguna. Els monjos han declarat en repetides ocasions que només elaboren la suficient cervesa per sostenir el monestir, i no produiran més de l'estrictament necessària, independentment de la demanda. Durant la Segona Guerra Mundial, la fàbrica de cervesa va deixar de subministrar a majoristes i des de llavors només venen a compradors en persona a la fàbrica o al centre de visitants situat al costat del monestir. Tots aquests mètodes van en contra del model econòmic capitalista predominant actual; no obstant això, com va dir el Pare Abbott en inaugurar la nova fàbrica de cervesa «No som cervesers. Som monjos. Fabriquem cervesa per permetre'ns ser monjos».

## Cerveses

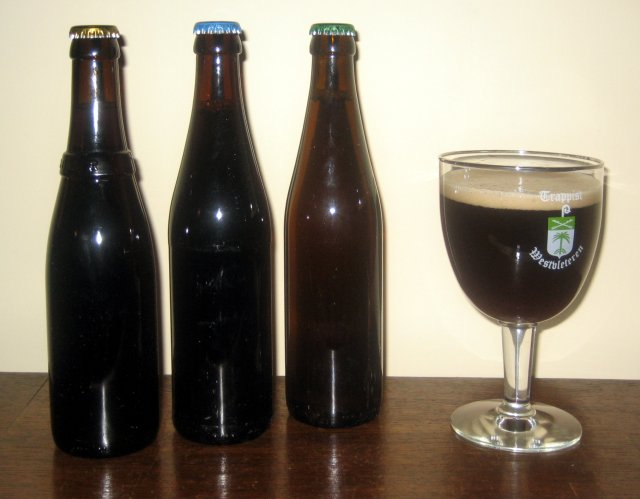
Les tres varietats de cervesa, amb la 12 abocada en la copa en forma de calis.

La fàbrica de cervesa actualment produeix tres cerveses:
- Westvleteren Rossa (xapa verda), 5,8% alc. vol., es fabrica des del 10 de juny de 1999.
- Westvleteren 8 (xapa blava) (anteriorment anomenada Extra), amb 8% alc. vol.
- Westvleteren 12 (xapa groga) (anteriorment denominada Abt), amb 10.2% alc. vol., es produeix des de 1940. És considerada la millor cervesa del món.

Fins al 1999, la fàbrica de cervesa també produïa una cervesa fosca de 6,2% alc. vol. i una més lleugera de 4% que és la que solen beure els monjos habitualment en el seu dia a dia (patersbier), però aquestes van ser substituïdes per la versió rossa. Les cerveses 8 i 12 estan refermentades en ampolla i són apropiades per la seva guarda durant diversos anys, atès que el sabor es potencia. Els ingredients són llevat, llúpol, malt, sucre, caramel i aigua.
Les ampolles es porten venent sense etiquetes des de 1945. Tota la informació requerida per llei es troba a la xapa. A causa d'aquesta falta d'espai, les cerveses Westvleteren són les úniques cerveses trapenques que no mostren el segell de «Authentic trappist product» ni es mostra en l'ampolla. El logotip només està imprès en les característiques caixes de fusta.

## Disponibilitat
Al principi els compradors únicament podien emportar-se deu caixes de 24 ampolles en el seu cotxe, però a causa de la popularitat en augment de la cervesa, es va reduir a cinc, després a tres i ara a una o dues caixes. Per la Westvleteren 12, a partir del 2009, va ser limitat a una caixa. Actualment en fer una comanda s'ha de precisar el tipus i la quantitat de cervesa requerida que s'adaptarà sempre a les unitats disponibles. Les vendes estan limitades a una comanda cada 60 dies per persona, per nombre de matrícula i número de telèfon. També, la cervesa ha de ser reservada per endavant en un número de telèfon habilitat a aquest efecte. Els monjos no venen cervesa als individus que s'apropa fins a l'abadia amb la intenció de comprar cervesa. La raó d'això és eliminar la revenda i, per tant, facilitar a tots els visitants l'oportunitat d'adquirir el producte.
La producció actual és de 4750 hl (60000 caixes) per any, i s'ha mantingut igual des de 1946.
A part de la pròpia fàbrica de cervesa, l'únic punt de venda oficial de la cervesa és la cafeteria i centre de visitants In de Vrede, situada enfront de l'abadia i propietat d'aquesta. Totes les cerveses es poden comprar allí per a consum immediat o per portar, depenent de la disponibilitat (no obstant això, els preus són més alts que en l'abadia). Sovint no hi ha cervesa disponible en la tenda. La tenda també ven formatges elaborats a l'abadia, pastilles de llevat (no és llevat per fer cervesa, sinó llevat amb finalitats medicinals) i altres productes trapencs.
Als compradors de la cervesa se'ls lliura un paper amb la frase Niet verder verkopen («no revendre»). L'abadia està molt en contra de la revenda de la seva cervesa, i és el seu desig que la cervesa només estigui disponible comercialment en els dos punts de venda oficials. Per tant, qualsevol cervesa Westvleteren oferts per a la venda en qualsevol altre lloc al món és un producte del mercat gris o del mercat negre, ja que no hi ha majoristes o pubs que subministrin aquesta cervesa. L'abadia està treballant activament per eliminar les vendes il·legals, i en general només accedeix a concedir entrevistes amb mitjans de comunicació per difondre els seus missatges contra el consum il·lícit de cervesa Westvleteren.
La fàbrica de cervesa i el distribuïdor minorista belga Colruyt va posar a la venda un paquet de regal (6 ampolles de Westvleteren 12, més dos gots), disponible només a través de l'intercanvi de cupons promocionals impresos en alguns mitjans de comunicació. L'objectiu de les vendes va ser recaptar fons per al monestir que requeria reparacions urgents de forma immediata. Van estar disponibles des del 2 de novembre de 2011, un total de 93,000 packs a un preu de 25 euros. Tots els guanys de la venda es van destinar a sufragar les reparacions. Aquesta va ser la primera vegada que el monestir va recórrer a alguna cosa com això.
El 4 de novembre de 2011, es va anunciar que l'importador nord-americà Shelton Brothers anava a importar 7760 paquets de regal consistents en 6 ampolles de Westvleteren 12 i 2 gots a partir d'abril de 2012.

## Reputació internacional
Molts bevedors de cervesa situen la cervesa Westvleteren 12 entre les seves favorites. La 8 i la blonde també se situen en els primers llocs en llocs web de puntuació de cerveses.
Al juny del 2005, quan Westvleteren 12 es va erigir com a "Millor Cervesa del Món", organitzacions periodístiques de tot el món van fer un profund seguiment d'això i nombrosos articles van aparèixer en la premsa internacional, destacant el qualificatiu així com la inusual polítiques de negoci. L'any 2014 va ser qualificada com la millor cervesa del món per Ratebeer.com.
Després d'aquests esdeveniments, l'interès per la Westvleteren va augmentar i van sorgir històries sobre que la producció de l'abadia era baixa, obligant als monjos a reduir la quantitat de cervesa venuda a cada client. En una entrevista, el monjo Mark Bode va explicar que l'abadia no tenia la intenció d'augmentar la seva producció, malgrat la demanda: «Fem la cervesa per viure però no vivim per a la cervesa».
Malgrat la popularitat, els monjos de Sant Sixt han seguit rebutjant gairebé totes les peticions d'entrevistes i sol·licituds de visita i no han gaudit particularment de l'atenció mediàtica rebuda. Els visitants no monàstics no solen ser rebuts i són, en el seu lloc, enviats al centre de visitants on hi ha informació sobre l'abadia i la fàbrica. Han manifestat el seu desig de produir solament tanta cervesa com sigui necessària per al manteniment de la comunitat.